# 六合駅

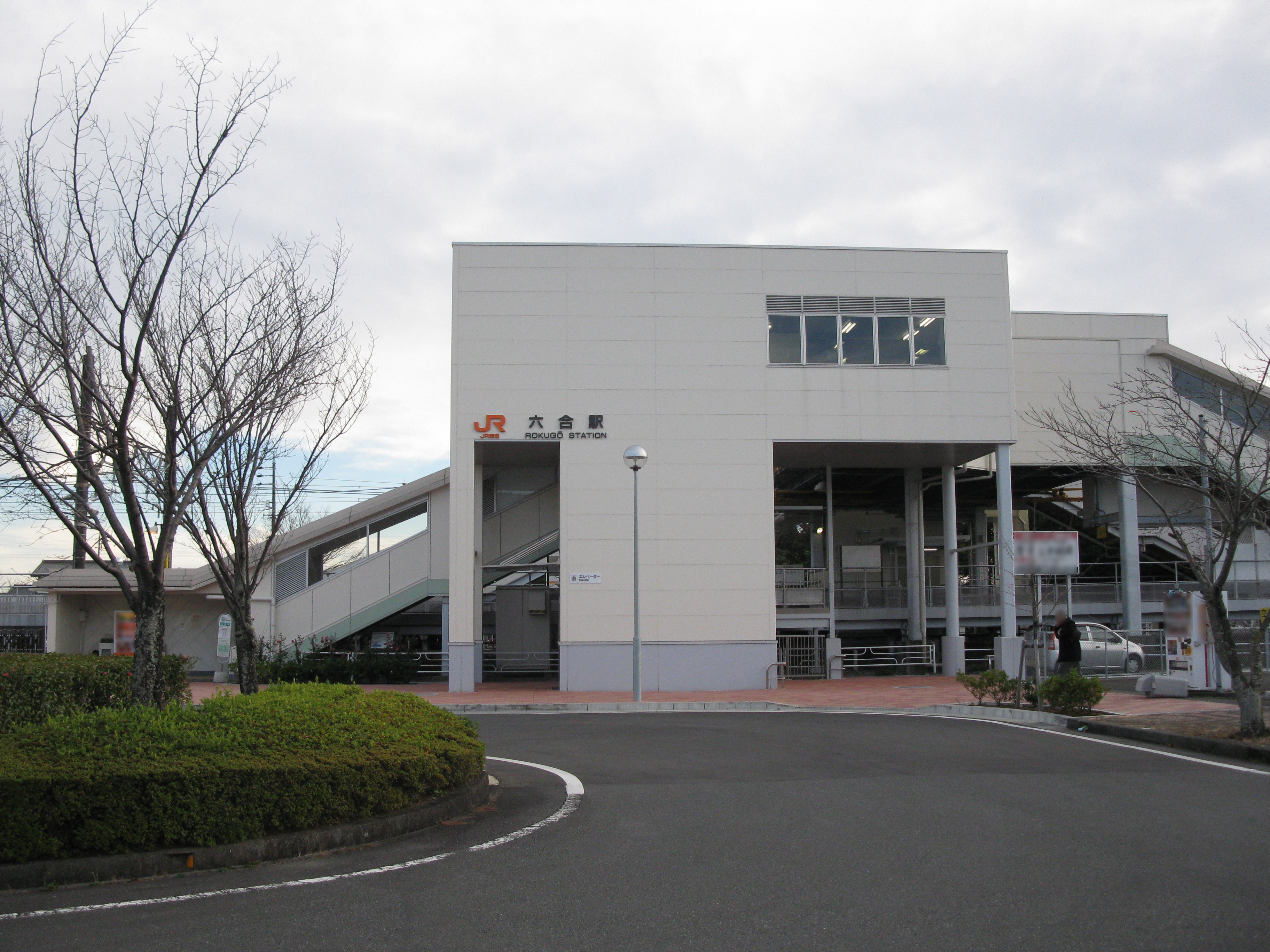
北口（2010年12月）

六合駅（ろくごうえき）は、静岡県島田市道悦一丁目にある、東海旅客鉄道（JR東海）東海道本線の駅である。駅番号はCA23。
運行形態の詳細は「東海道線 (静岡地区)」を参照。

## 歴史
- 1986年（昭和61年）4月26日：国鉄東海道本線の藤枝 - 島田間に新設開業（旅客営業のみ）[1][2]。
- 1987年（昭和62年）4月1日：国鉄分割民営化により、東海旅客鉄道の駅となる[2]。
- 2008年（平成20年）3月1日：TOICAのサービス開始。

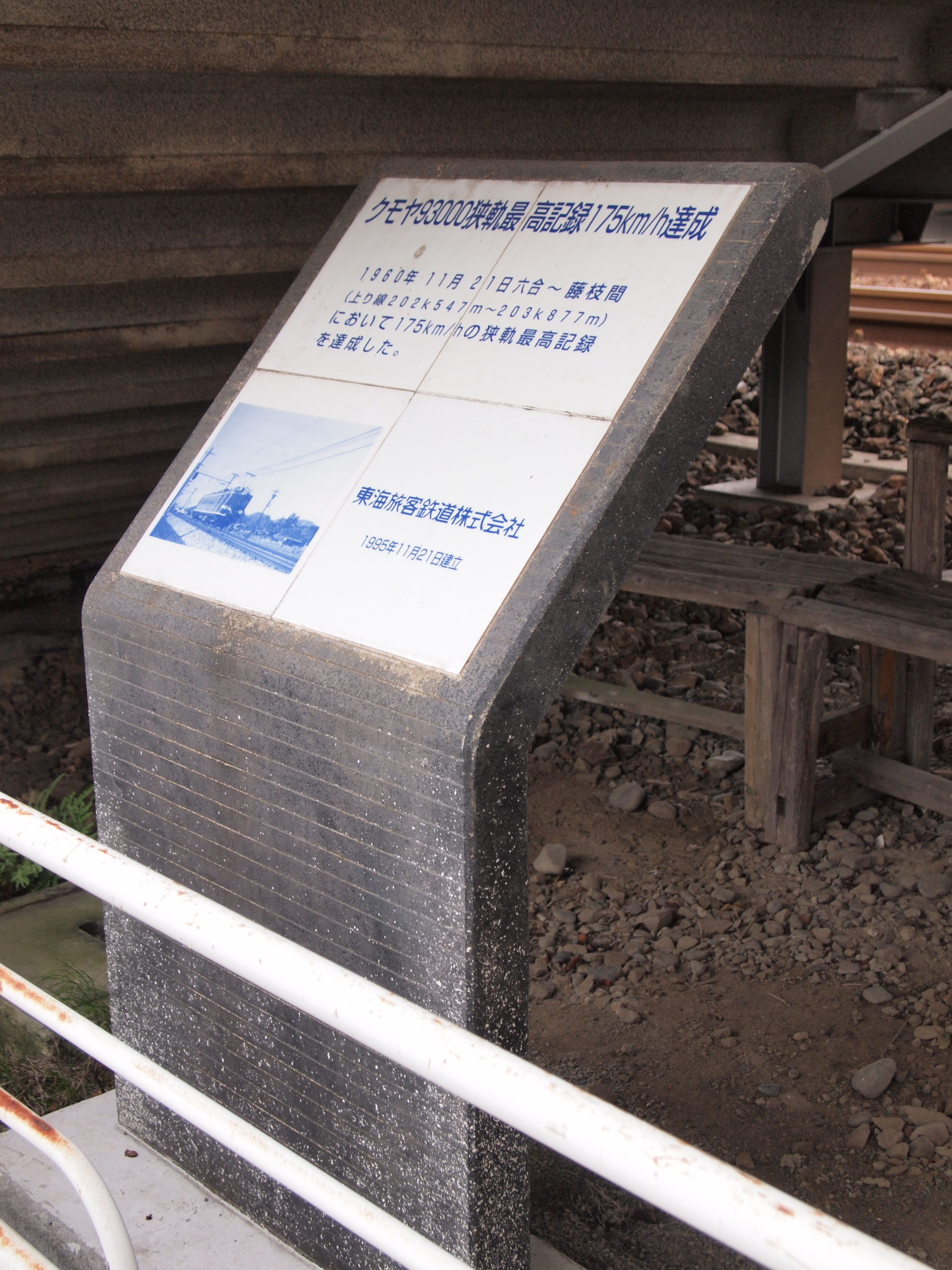
クモヤ93最高速記念碑。1960年11月21日、当駅付近で当時の狭軌世界最高速度である175km/hを記録した。

## 駅構造
長さ210mの相対式ホーム2面2線を有する地上駅。駅の南北を結ぶ簡便な橋上駅舎を備える。
JR東海交通事業の社員が業務を担当する業務委託駅で、藤枝駅が当駅を管理している。駅舎内部にはJR全線きっぷうりばなどが置かれている。

### のりば
| 番線 | 路線          | 方向 | 行先           |
| ---- | ------------- | ---- | -------------- |
| 1    | CA 東海道本線 | 上り | 静岡・沼津方面 |
| 2    | CA 東海道本線 | 下り | 浜松・豊橋方面 |

（出典：JR東海:駅構内図）

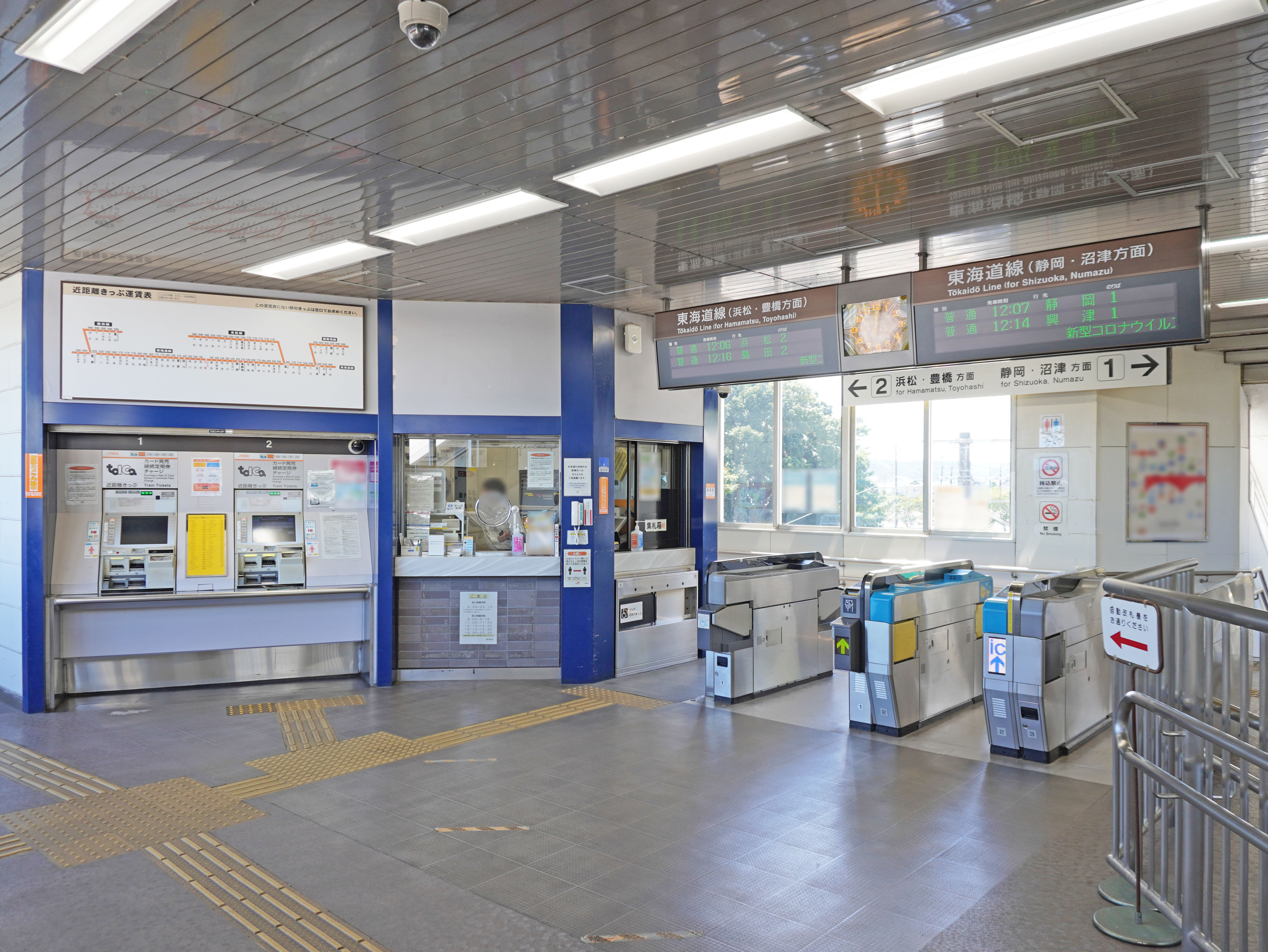
改札口（2022年9月）
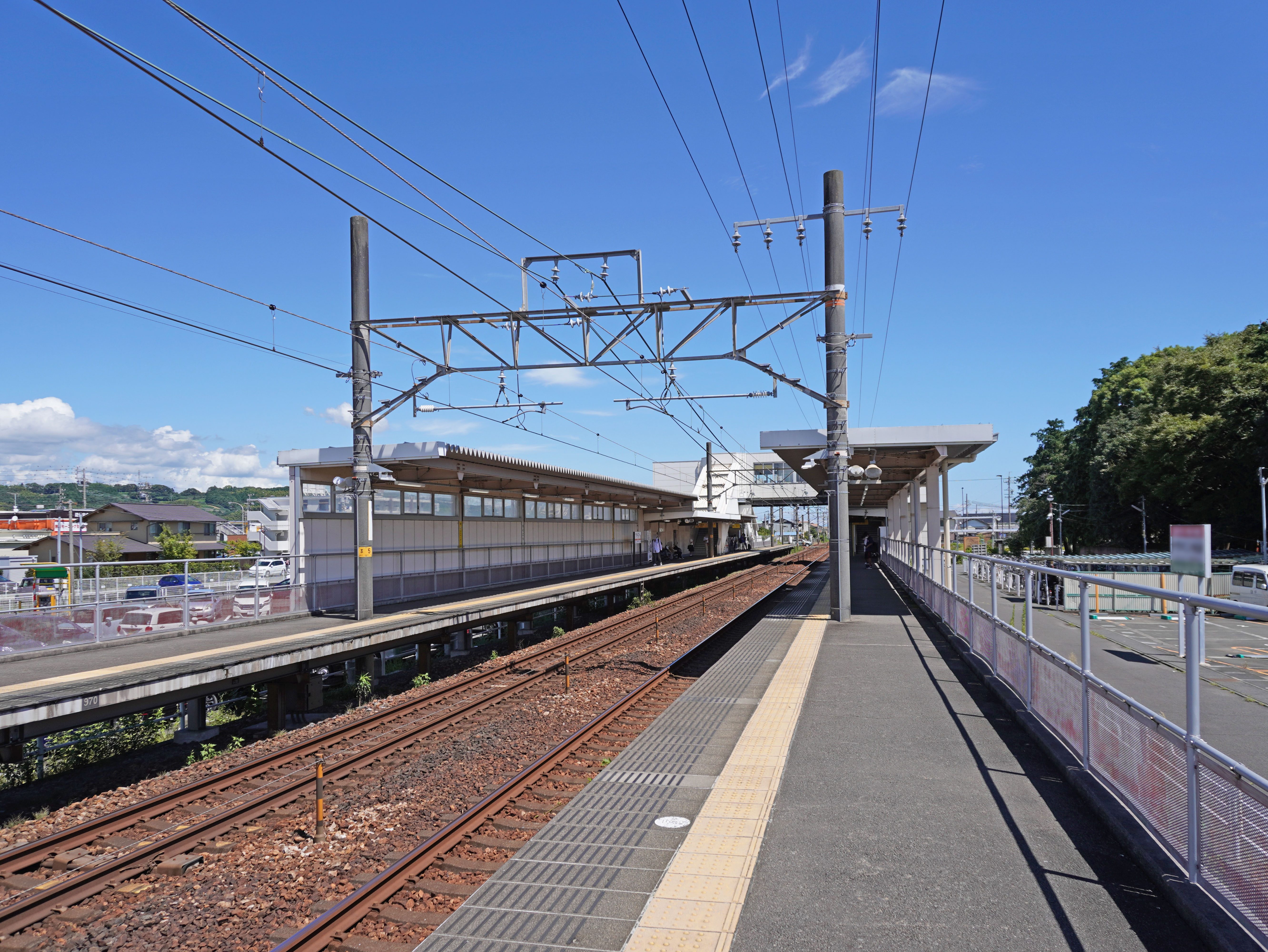
ホーム（2022年9月）

## 利用状況
「静岡県統計年鑑」によると、2021年度（令和3年度）の1日平均乗車人員は2,417人である。
1993年度（平成5年度）以降の推移は以下のとおりである。
| 乗車人員推移       | 乗車人員推移     | 乗車人員推移 |
| 年度               | 1日平均 乗車人員 | 出典         |
| ------------------ | ---------------- | ------------ |
| 1993年（平成05年） | 2,893            | [ 3 ]        |
| 1994年（平成06年） | 2,875            | [ 3 ]        |
| 1995年（平成07年） | 2,961            | [ 3 ]        |
| 1996年（平成08年） | 2,984            | [ 3 ]        |
| 1997年（平成09年） | 2,987            | [ 3 ]        |
| 1998年（平成10年） | 3,013            | [ 3 ]        |
| 1999年（平成11年） | 2,929            | [ 3 ]        |
| 2000年（平成12年） | 3,011            | [ 3 ]        |
| 2001年（平成13年） | 2,995            | [ 3 ]        |
| 2002年（平成14年） | 3,075            | [ 3 ]        |
| 2003年（平成15年） | 3,158            | [ 3 ]        |
| 2004年（平成16年） | 3,176            | [ 3 ]        |
| 2005年（平成17年） | 3,215            | [ 3 ]        |
| 2006年（平成18年） | 3,179            | [ 3 ]        |
| 2007年（平成19年） | 3,253            | [ 3 ]        |
| 2008年（平成20年） | 3,285            | [ 3 ]        |
| 2009年（平成21年） | 3,180            | [ 3 ]        |
| 2010年（平成22年） | 3,108            | [ 3 ]        |
| 2011年（平成23年） | 3,095            | [ 3 ]        |
| 2012年（平成24年） | 3,116            | [ 3 ]        |
| 2013年（平成25年） | 3,103            | [ 3 ]        |
| 2014年（平成26年） | 2,995            | [ 3 ]        |
| 2015年（平成27年） | 3,042            | [ 3 ]        |
| 2016年（平成28年） | 3,063            | [ 3 ]        |
| 2017年（平成29年） | 3,095            | [ 3 ]        |
| 2018年（平成30年） | 3,113            | [ 3 ]        |
| 2019年（令和元年） | 3,046            | [ 3 ]        |
| 2020年（令和02年） | 2,345            | [ 3 ]        |
| 2021年（令和03年） | 2,417            | [ 3 ]        |

## 駅周辺

### 北口
- 狭軌最高速度記念碑
- 島田六合郵便局
- 静岡県立島田工業高等学校

### 南口
- 島田市立六合幼稚園
- 島田市立六合中学校

## バス路線
「六合駅」停留所にて、島田市コミュニティバス（運行はしずてつジャストライン相良営業所が受託）や島田市コミュニティタクシーが発着する。
- 島田市コミュニティバス[4]
  - 湯日線：島田駅 / 本村
- 島田市コミュニティタクシー[要出典]
  - 六合南線：北島公園入口・六合東小学校東方面

## 隣の駅
東海旅客鉄道（JR東海）
CA 東海道本線
藤枝駅 (CA22) - 六合駅 (CA23) - 島田駅 (CA24)